# 한국평화협회
한국평화협회(韓國平和協會)는 대한제국 말기인 1910년에 조직된 단체이다. 일진회의 한일 병합 청원을 찬성하며 결성된 국민협성회의 추진단체 성격이었다. 대한평화회 또는 대한평화협회라고도 불렀다.
한국평화협회를 발기한 심일택은 국민협성회 회원이었다. 관광차 일본에 갔다가 일본평화협회의 회장을 만나 대한제국에도 평화협회를 설립할 것을 논의했다. 명목상의 목적은 한일 양국의 친선으로 세계 평화를 도모한다는 것이었으나, 실제로는 일본의 병합 찬성론자들과 미리 손잡고 병합 후의 권력 분배를 대비한 단체였다.
1910년 5월 27일에 심일택, 이용원, 김학진 등 4인이 발기하고 통감부에 승인을 요청했다. 이용원과 김학진은 전직 고위 관료였다. 심일택이 일본 및 통감부의 합병론자들의 후원을 받고 있었기에 원로대신을 소개 받아 함께 단체를 창설한 것이었다.
총재로는 고종의 형인 이재면을 선출하고 취지서는 회장에 추선된 남정철이 작성했다. 부총재로는 김학진과 김윤식이 내정되거나 추선되었고, 활동 경비는 거부인 민영휘가 담당하기로 했다. 일본평화협회 측의 일본인도 고문으로 참여했다.
한일 병합을 목전에 두고 일본 측의 병합 찬성파와 교감하며 결성된 한국평화협회는 인적 구성이 화려하고 조직 체계도 갖추고 있었다. 그러나 활동 기간이 짧아 조직 구성 외에 별다른 활동은 하지 못했다. 신임 통감으로 부임할 예정인 데라우치 마사타케에 병합 찬성을 청하는 장서를 보낼 계획을 세우거나 산하 기구와 지방 지부를 설립하는 등 준비 작업을 하는 사이 한일 병합이 성사되었다.
1910년 9월 12일에 한일 병합으로 쓸모가 사라진 일진회 및 다른 유사 단체들과 같이 해체되었다.

## 참고자료
- 친일인명사전편찬위원회 (2004년 12월 27일). 《일제협력단체사전 - 국내 중앙편》. 서울: 민족문제연구소. 107~110쪽쪽. ISBN 8995330724.